# リディック アニメーテッド
『リディック アニメーテッド』（原題：The Chronicles of Riddick: Dark Fury）は、2004年にアメリカ合衆国より発売されたOVA（オリジナル・ビデオ・アニメーション）作品である。実写映画『ピッチブラック』とその続編である『リディック』の間を繋ぐ短編のアニメーション作品。
日本では2004年7月23日にユニバーサル・ピクチャーズ・ジャパンより映像特典「メイキング・オブ DARK FURY」・「ピーター・チョン監督による制作秘話」と日本語吹き替えを挿入するDVD（UUSD-70088）が発売されている。

## キャスト
| 役名       | 声の出演             | 吹き替え |
| ---------- | -------------------- | -------- |
| リディック | ヴィン・ディーゼル   | 西凜太朗 |
| イマム     | キース・デヴィッド   | 稲葉実   |
| ジャック   | リアンナ・グリフィス | 本田貴子 |
| トゥームズ | ニック・チンランド   | 江川央生 |

## スタッフ
- 監督 - ピーター・チョン
- 脚本 - ブレット・マシューズ
- 音楽 - マシン・ヘッド